# Unna Rádegaš
Unna Rádegaš, enligt tidigare ortografi Unna Ratekasj, är en sjö i Gällivare kommun i Lappland och ingår i Kalixälvens huvudavrinningsområde. Sjön har en area på 1,03 kvadratkilometer och ligger 702 meter över havet. Unna Rádegaš ligger i Torne och Kalix älvsystem Natura 2000-område. Sjön avvattnas av vattendraget Rádekjohka.

## Delavrinningsområde
Unna Rádegaš ingår i det delavrinningsområde (752056-165515) som SMHI kallar för Utloppet av Unna Ratekasj. Medelhöjden är 749 meter över havet och ytan är 23,35 kvadratkilometer. Räknas de 2 avrinningsområdena uppströms in blir den ackumulerade arean 42,41 kvadratkilometer. Rádekjohka som avvattnar avrinningsområdet har biflödesordning 3, vilket innebär att vattnet flödar genom totalt 3 vattendrag innan det når havet (via Kalixälven) efter 369 kilometer. Avrinningsområdet består mestadels av sankmarker (25 procent) och kalfjäll (70 procent). Avrinningsområdet har 1,34 kvadratkilometer vattenytor vilket ger det en sjöprocent på 5,7 procent.